# Plano supracrestal
El plano supracrestal  es un plano transverso anatómico ubicado en la parte más alta de la pelvis, la cresta ilíaca. Suele estar a la altura de las vértebras L4.  Pasa por la región umbilical y las regiones lumbares izquierda y derecha.

## Importancia clínica
El plano supracrestal puede ser utilizado como un punto de referencia para ubicar varias ramas nerviosas,  así como un marcador aproximado para el ombligo. También se utiliza como el divisor entre los cuadrantes inferior (izquierdo y derecho) y superior (izquierdo y derecho) del abdomen (donde la línea media vertical divide la izquierda de la derecha).
También es el nivel donde la aorta abdominal se bifurca en la arteria ilíaca común izquierda y derecha y justo superior a la unión de las venas ilíacas comunes.
Puede ayudar a identificar el nivel de L4/L5 donde se puede realizar una punción lumbar. 